# Cattedrale di Poti
La cattedrale di Santa Maria (in georgiano ფოთის საკათედრო ტაძარი?), chiamata anche Soboro, è una cattedrale ortodossa di Poti, in Georgia.

## Storia e descrizione
I lavori di costruzione della cattedrale furono avviati il 14 settembre 1906, nel giorno della festività dell'Esaltazione della Santa Croce, con la benedizione del vescovo di Guria e Samegrelo Giorgi Aladashvili. La cattedrale fu completata nel 1907. Rappresenta un'imitazione della basilica di Santa Sofia a Istanbul e può contenere fino a 2.000 persone. Un grande contributo alla sua costruzione fu dato dall'allora sindaco di Poti, Niko Nikoladze. Egli stesso scelse il punto in cui l'edificio sarebbe dovuto sorgere, individuando nell'area centrale della città la posizione ideale che avrebbe reso visibile la cattedrale da ogni zona di Poti.
I progettisti della cattedrale, tipico esempio di architettura neobizantina, furono Zelenko e Marfeld. I bassorilievi e le decorazioni del tempio furono realizzati ricalcando lo stile di quelli delle chiese e dei monasteri medievali della Georgia e delle zone montane di Trebisonda. Le tre iconostasi della cattedrale vennero dipinte da Viktor Dumirashko, un pittore dell'Accademia Russa di Belle Arti. Tra le icone spiccano quelle dedicate a Santa Nino, a Sant'Andrea apostolo ed al re e santo Davide IV di Georgia.
Nel 1923, dopo l'invasione sovietica della Georgia, la cattedrale fu chiusa al culto e successivamente trasformata in teatro. Nel 1930 le campane furono rimosse e destinate al fondo di industrializzazione. Nel 2005 l'edificio fu restituito alla Chiesa ortodossa georgiana. Nel dicembre 2011 il presidente della Georgia Mikheil Saak'ashvili ha assegnato 700 000 lari al progetto di ricostruzione della cattedrale.